# キトスエニョ
キトスエニョ (Quita Sueño Bank) とはカリブ海にあるコロンビアのプロビデンシア島の最北のにある非常に浅い礁とバンクからなる環礁。

## 概要
バンクの長さは約40km、直径最高10kmである。この環礁は1856年にグアノ島法によってアメリカが領有権を獲得したと言われているが、その後、アメリカは1982年にコロンビアに返還した。礁に灯台があり。